# Psilocybe mexicana
Psilocybe mexicana R. Heim – gatunek grzybów z rodziny podziemniczkowatych (Hymenogastraceae).

## Systematyka i nazewnictwo
Pozycja w klasyfikacji według Index Fungorum: Psilocybe, Hymenogastraceae, Agaricales, Agaricomycetidae, Agaricomycetes, Agaricomycotina, Basidiomycota, Fungi.
Po raz pierwszy opisał go w 1957 r. Roger Heim na górskim pastwisku w stanie Oaxaca w Meksyku. Wyznaczył holotyp. Synonimy naukowe:

- Psilocybe armandii Guzmán & S.H. Pollock 1979
- Psilocybe galindoi Guzmán 1978
- Psilocybe pileocystidiata Guzmán & Ram.-Guill. 2004
- Psilocybe subacutipilea Guzmán, Saldarr. 1994

## Morfologia
Niewielki, do 5 cm wysoki grzyb kapeluszowy o brązowawym kapeluszu, osiągający 12–20 mm średnicy, z blaszkowatym hymenoforem. Tworzy sklerocja.

## Występowanie
Saprotrof, grzyb koprofilny– żyje na nawozie lub w miejscach silnie zanieczyszczonych odchodami zwierzęcymi. Występuje od Meksyku do Gwatemali.

## Znaczenie
Grzyb psylocybinowy. Gatunek ten, jak również kilka innych z rodzaju Psilocybe (np. Psilocybe aztecorum, Psilocybe cubensis i in.) używane są jako środek enteogenny i halucynogenny w obrzędach kulturowych Indian w Meksyku i Ameryce Środkowej. Wykazują właściwości psychoaktywne, właściwe dla psychodelików. Ich główne alkaloidy to psylocybina i psylocyna, pochodne tryptaminy. Wywołują one m.in. zmiany percepcyjne (iluzje, halucynacje) oraz podniesienie nastroju.
Psilocybe mexicana wykazuje psychoaktywne działanie tylko na ludzi. Badania przeprowadzone na zwierzętach wykazały, że nie wykazują one objawów oszołomienia.